# Vigilius
Vigilius wellesi
Genre
Espèce
Vigilius est un genre fossile d'amphibiens brachyopides temnospondyles du Trias attestés dans l'Arizona. Il n'est représenté que par son espèce type Vigilius wellesi.

## Découverte et identification
Le spécimen holotype de Vigilius, un crâne étiqueté UCMP 36199, a été trouvé dans une zone le long de la route US 64 de l'Arizona surplombant le Grand Canyon. Il provenait d'une strate de la formation de Moenkopi du Trias précoce. Le crâne a été décrit en 1969 par les paléontologues Samuel Paul Welles (1907-1997) et Richard Estes (d) (1932-1990), sous un nouveau genre et une nouvelle espèce de brachyopides, Hadrokkosaurus bradyi. L'holotype de Hadrokkosaurus était une mâchoire inférieure isolée. En 2000, les paléontologues Anne A. Warren (d) et Claudia Alicia Marsicano (d) suggèrent que la mâchoire inférieure et le crâne représentent deux espèces différentes, car trouvés à plus de 160 km l'un de l'autre et provenant d'animaux de taille différente. Warren et Marsicano attribuent au crâne un nouveau genre et une nouvelle espèce, Vigilius wellesi,.
Plusieurs os trouvés autour du site du Grand Canyon ont également été attribués à Vigilius, y compris un os ptérygoïde qui a été décrit en 1971 comme un scapulacoracoïde. Des restes supplémentaires ont été trouvés à 10 km à l'ouest de Holbrook, en Arizona.

## Phylogénie
Le matériel fossile actuellement attribué à Vigilius a d'abord été identifié comme des restes d'un brachyopoïde. Warren et Marsicano ont mené une analyse phylogénétique de nombreux brachyopoïdes et ont considéré que Vigilius fait partie de la famille des Brachyopidae. La super-famille des Brachyopoidea est normalement divisée entre les familles des Brachyopidae et des Chigutisauridae, mais celles-ci ne sont pas toujours considérées comme étroitement liées. En effet, bien qu'il s'agisse de temnospondyles, certaines études placent les Chigutisauridae dans le groupe des Stereospondyli, groupe principalement attesté pour l'ère mésozoïque, et rangent les Brachyopidae dans le groupe des Dvinosauria qui comprend des taxons carbonifères et permiens plus anciens que Vigilius. La relation des dvinosauriens avec les autres temnospondyles est incertaine, car ils peuvent, ou non, appartenir aux Stereospondyli. Warren et Marsicano ont identifié de nombreuses caractéristiques chez le genre Vigilius qui ne sont pas observées chez les autres brachyopoïdes mais qui sont courantes chez les dvinosauriens, y compris un os vomer étroit à l'avant du palais et un processus cultriforme très large à l'avant du parasphénoïde, un os sur le dessous du crâne. Malgré tout elles considéraient Vigilius comme un dvinosaure et ce contrairement à leur analyse phylogénétique.

## Étymologie
Le nom générique, du latin vigilia, « veiller », fait référence à ses grandes orbites et « au fait que le crâne veillait sur le Grand Canyon ».
L'épithète spécifique, wellesi, lui a été donnée en l'honneur du paléontologue américain Samuel Paul Welles (1907-1997) qui a décrit le premier genre.

## Publication originale
- (en) Anne Warren et Claudia Marsicano, « A phylogeny of the Brachyopoidea (Temnospondyli, Stereospondyli) », Journal of Vertebrate Paleontology, SVP et Taylor & Francis, vol. 20, no 3,‎ 25 septembre 2000, p. 462-483 (ISSN 0272-4634 et 1937-2809, OCLC 238100068, DOI 10.1671/0272-4634(2000)020[0462:APOTBT]2.0.CO;2, JSTOR 4524118, lire en ligne).